# Phú Thịnh, Tam Bình
Phú Thịnh là một xã cũ thuộc huyện Tam Bình, tỉnh Vĩnh Long, Việt Nam.

## Địa lý
Xã Phú Thịnh có diện tích 26,95 km², dân số năm 1999 là 11.571 người, mật độ dân số đạt 429 người/km².

## Hành chính
Xã Phú Thịnh được chia thành 8 ấp: Phú An, Phú Bình, Phú Hòa, Phú Hưng, Phú Hữu Đông, Phú Hữu Tây, Phú Tân, Phú Thuận.